# Tolstoy (Dakota del Sur)
Tolstoy es un pueblo ubicado en el condado de Potter en el estado estadounidense de Dakota del Sur. En el Censo de 2010 tenía una población de 36 habitantes y una densidad poblacional de 75,95 personas por km².

## Geografía
Tolstoy se encuentra ubicado en las coordenadas 45°12′29″N 99°36′50″O / 45.20806, -99.61389. Según la Oficina del Censo de los Estados Unidos, Tolstoy tiene una superficie total de 0.47 km², de la cual 0.47 km² corresponden a tierra firme y (0%) 0 km² es agua.

## Demografía
Según el censo de 2010, había 36 personas residiendo en Tolstoy. La densidad de población era de 75,95 hab./km². De los 36 habitantes, Tolstoy estaba compuesto por el 97.22% blancos, el 0% eran afroamericanos, el 0% eran amerindios, el 2.78% eran asiáticos, el 0% eran isleños del Pacífico, el 0% eran de otras razas y el 0% pertenecían a dos o más razas. Del total de la población el 2.78% eran hispanos o latinos de cualquier raza.